# سین-شار-ایشکون
سین-شار-ایشکون یا سین-شریشکون (Sin-šar-iškun, Sinšariškun) از واپسین پادشاهان آشور است. وی پسر آشوربانی‌پال آخرین امپراتور قدرتمند آشوری بوده‌است. گویا وی همان «ساراکس» یا «ساراکوس» نوشته‌های بروس است. اگر او را پسر آشوربانی‌پال بدانیم، این حق را داریم که وی را برادر آشور-اوبالیت دوم هم بنامیم.

## حکومت

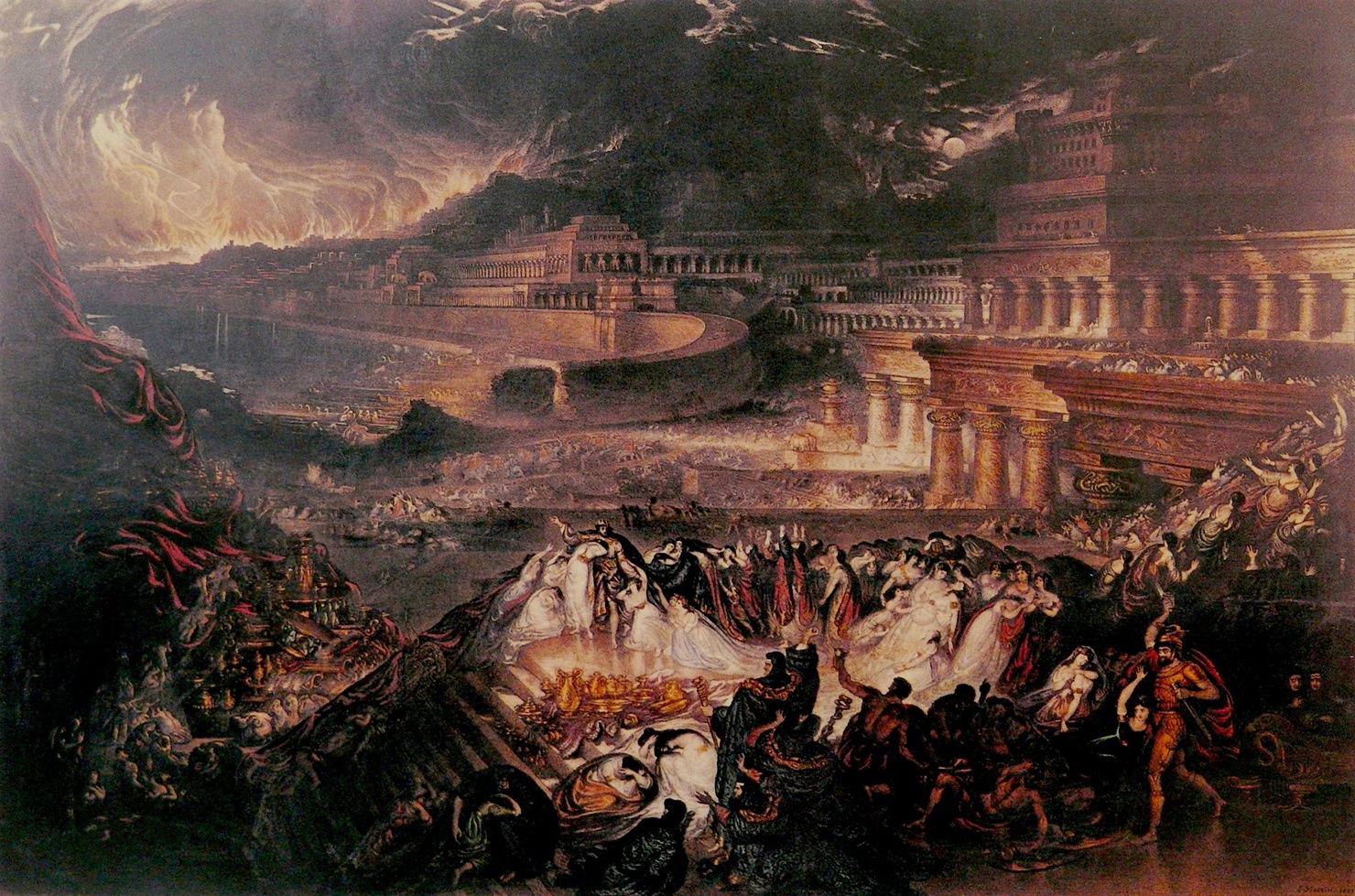
عکس مربوط به جنگ نینوا. جان مارتین، C.E.1829 (H.E.11,829)

مانند آشور-اتیل-ایلنی و سین-شومو-لیشیر، اطلاعات دربارهٔ وی نیز اندک است. به نظر می‌رسد که وی در چیزی حدود سال ۶۲۷ پ. م به حکومت آشور رسیده باشد. رسیدن او به پادشاهی با آشوب‌های شدید و بلواهای بسیار خشونت‌آمیز و جنگ داخلی فلج‌کننده در سرزمین مادری آشور همراه بوده‌است. در کنار همه اینها، اقوام و ملل تابع آشور هم از این هرج و مرج و ضعف حکومت مرکزی استفاده کرده و علم طغیان و شورش برافراشتند.
او در ابتدا مجبور بود که سین-شومو-لیشیر غاصب و برادر بزرگتر خود، آشور-اتیل-ایلنی را از قدرت ساقط کند. وی پس از این که رقیبان و حریفان خود را به‌طور موقتی شکست داد، با یک تهدید بسیار بزرگتر مواجه شد: بابل که در طی سیصد سال گذشته دست نشانده آشور بود، از اوضاع استفاده کرد و تحت رهبری نبوپلسر، رهبر و پادشاه کلدانی‌ها (که قبلاً معروفیتی نداشت و شناخته شده نبود)، در سال ۶۲۶ پ.م. شورید. در نتیجه این اقدام، جنگ بزرگی درگرفت. نیوپلسر سعی کرد که نیپور، مرکز قدرت اصلی آشوری‌ها در بابل را تصرف کند، اما از نیروهای امدادی که آشوری‌ها فرستادند، شکست خورد. با این حال، وی موفق شد که خود شهر بابل را به کمک شهروندان و ساکنان آن شهر تصرف کند. وی در حدود سال ۶۲۵ پ. م به عنوان پادشاه بابل در آن شهر تاجگذاری کرد. سین-شر-ایشکون، اوروک را در منتهی‌الیه جنوبی میانرودان در سال ۶۲۴ پ. م تصرف کرد، اما اندکی بعد آن را از دست داد. در سال ۶۲۳ پ. م، سین-شر-ایشکون لشکر بزرگی را برای تصرف قلمروی حکومتی نبوپلسر و در هم کوبیدن شورشیان بابلی و کلدانی به سمت جنوب هدایت کرد. با این حال، یک شورش عمده دیگر در سرزمین اصلی آشور به وقوع پیوست. سین-شر-ایشکون قشونی امدادی به شمال فرستاد، اما این قشون به سرعت به شورشیان پیوست و به این ترتیب شورش‌کننده توانست بدون اینکه مقاومتی در برابر خود ببیند، به نینوا پایتخت آشور برسد و ادعای تاج و تخت نماید. به دلیل اشتغال آشوریان به شورش و جنگ، سالنامه‌های مربوط به این سال‌ها اندک است، اما در هر صورت پادشاه آشور سرانجام توانست که آخرین شورش پایتخت را سرکوب نماید، ولی در عوض فرصت طلایی برای سرکوب بابلیان و حل شورش بابل را از دست داد. در ۶۲۰ یا ۶۱۹ پ. م نبوپلسر، نیپور را با موفقیت تسخیر کرد و به این ترتیب پادشاه مسلم سرزمین بابل گردید. با این وجود در چهار سال آینده، وی مجبور بود که با نیروهای سین-شر-ایشکون که تلاش می‌کردند وی را از تخت به زیر کشند، مبارزه کند. در سال ۶۱۶ پ. م نبوپلسر با هووخشتره پادشاه مادی‌ها متحد شد و نیروهای متحد در سال‌های آینده به آشور، کالح و نینواحمله کردند و آن شهرها را محاصره، تصرف و ویران نمودند. عاقبت کار سین-شر-ایشکون معلوم نیست، چرا که آن قسمت از وقایع نامه (سالنامه) بابلی که به روایت سرانجام وی می‌پردازد (یعنی واقعه محاصره نینوا)، آسیب دیده‌است. به نظر می‌رسد که وی در جریان نبرد نینوا در سال ۶۱۲ پ. م به هنگام دفاع از شهر به قتل رسیده باشد.
آشور علی‌رغم از دست دادن بزرگترین شهرها و مرکز امپراتوری خود، تا چند سال آینده هم در آخرین پایتخت خود حران و تحت حکومت آشور-اوبالیت دوم، آخرین پادشاه خود به حیاتش ادامه داد. این نیروها در سال ۶۰۸ پ. م از مهاجمان شکست خوردند و آخرین پیروزی نیروهای متفق در سال ۶۰۵ پ. م در شهر کارکمیش به دست آمد، این پیروزی به حیات امپراتوری آشور به‌طور قطع پایان داد.